# Mužlja
Mužlja (srbsko Мужља, madžarsko Muzslya, nemško Muschla) je nekdanja madžarska vas v Banatu, v AP Vojvodini, ki je danes mestna četrt Zrenjanina. Mestu Zrenjanin (srbsko Зрењанин, madžarsko Nagybecskerek, nemško Großbetschkerek, romunsko Becicherecu Mare) je priključeno 1981. leta.
Nahaja se v Srednjebanatskem okraju 5 km južno od središča Zrenjanina. Bližina mesta je imela velik pomen na kulturni, politični in gospodarski razvoj naselja. Krajevna skupnost Mužlja je ena največjih zrenjaninskih krajevnih skupnosti z okrog 10.000 prebivalcev in obsega staro naselje, Novi red (Fogarasi testvérek), Staro kolonijo in naselje Fejős Klára. Župnija Mužlja obsega dve krajevni skupnosti: Mužlja z 10.000 in Sava Kovačević z okrog 3000 prebivalcev. V Mužlji je Madžarov okrog 85%, a Srbov 15%, v Sava Kovačević ali na Novi koloniji pa je sorazmerje obratno. Mužlja leži na desni obali Begeja na nadmorski višini 75-77 metrov.